# 6908 Kunimoto
A 6908 Kunimoto (ideiglenes jelöléssel 1990 WB3) a Naprendszer kisbolygóövében található aszteroida. Endate Kin,  Vatanabe Kazuró fedezte fel 1990. november 24-én.